# Budački
Budački, hrvatska plemićka obitelj koja prema obiteljskoj tradiciji vuče porijeklo iz grada Budaka u Lici. Spominju se u izvorima od 14. stoljeća, a u 15. i početkom 16. stoljeća postali su vlasnicima više posjeda u Pokuplju.
Držali su utvrđeni grad Goricu u Goričkoj županiji, koji je kasnije bio preimenovan u Budački, a koji su 1596. godine osvojili Osmanlije. Prema tom gradu nosili su pridjevak "Gorički" (de Gorycza), dok su se prema posjedu Buča nazivali i de Bucha. Poslije pada njihovih posjeda pod tursku vlast, posjedovali su, od 1598. godine, posjede u Turopolju i u Donjoj Stubici.
Kralj Vladislav II. Jagelović je 1503. godine potvrdio plemstvo braći Bartolu (spominje se 1481. – 1520.) i Nikoli (spominje se od 1481., u. prije 1509.) za zasluge u borbi proitv Osmanlija. Bartolov sin Ivan (spominje se 1549. – 1553.) bio je u službi hrvatske velikaške obitelji Zrinski. U borbama protiv osmanske ugroze sudjelovao je i Bartolov unuk Juraj koji je 1575. godine odbio osmanski napad na grad Budački te Jurjev unuk Nikola koji je bio ujedno i sudionik Tridesetogodišnjeg rata.
Ivanov unuk Ivan (spominje se 1609. – 1626.) bio je, također, u službi grofova Zrinskih kao upravitelj njihovih imanja i kapetan u Vinodolu. Braća Aleksandar († 1694.), Ivan († 1707.) i Baltazar (spominje se 1686. – 1713.) bili su u vojnoj službi. Izumrli su u muškoj lozi 1713. godine.

## Vanjske poveznice
- Budački – Hrvatska enciklopedija
- Budački – Proleksis enciklopedija
- Budački – Hrvatski biografski leksikon